# 아내, 초등학생이 되다.
《아내, 초등학생이 되다.》(일본어: 妻、小学生になる。 쓰마 쇼가쿠세이니 나루[*])는 무라타 야유가 지은 일본 만화다. 원래 2018년 4월에 호분샤의 청년 만화 잡지 《주간 만화 TIMES》에 단편이 게재되었다가 2018년 7월부터 2022년 12월까지 같은 잡지에 정식으로 연재되었다. 단행본은 전 14권으로 나왔다.

## 줄거리
10년 전 아내 타카에를 잃은 애처가의 니이지마 케이스케와 딸 마이는 계속 실의 속에 있었다. 그런 어느 날 저녁, 초등학생 여자아이가 자신은 타계한 타카에의 환생이라고 말해 니이지마의 집을 방문한다. 처음에는 놀린다고 생각했지만, 그 아이는 가족 밖에 모르는 정보를 계속 전해, 케이스케와 마이는 그 아이가 '타카에'라고 인식한다. 그리고 3명은 '가족'으로서 행동을 함께하게 된다. 하지만, 그 여자 초등학생 시라이시 마리카는 이번 생의 어머니 치카에게 방치되어 살고 있었다.

## 등장인물

### 주요 인물
니이지마 케이스케(新島圭介)
드라마판 - 츠츠미 신이치
TVA - 히라카와 다이스케
주인공. 극도의 애처가. 타카에가 죽은 후에도 그 애정은 변하지 않았는지 재혼은 하지 않았다. 단지, 그 애정의 나머지, 아내의 환생의 여자 초등학생을 안거나 문제가 될 수 있는 행동을 취해 버리는 일도 있다. 타카에와 사별한 후에는 회사에서는 거의 대화도 하지 않고, 무미건조한 생활을 보내고 있었지만, '타카에/마키라'와 교류를 시작하며 밝기를 되찾아 간다.
니이지마 타카에(新島貴恵)/시라이시 마리카(白石万理華)
드라마판 - 이시다 유리코(타카에), 마이다 노노(마리카)
TVA - 유우키 아오이
히로인. 케이스케의 아내. 저혈압이면서, 매일 아침 케이스케를 위해 도시락을 만들거나 헌신적인 성격이었지만, 한편으로 말하고 싶은 것은 확실히 당당하게 의견하고 있어 케이스케는 고개를 들지 않았다. 10년 전에 교통사고로 타계.
윤회전생에 의해 시라이시 마리카로 환생하였다. 모자 가정에서, 시라이시가에서는 어머니 치카에게 방치되고 있었지만, 니이지마가 근처를 지나갔을 때에 전생의 기억이 돌아와 '니이지마 타카에'의 의식을 되찾고 나서는, 니지마가와 교류하기 시작한다. 케이스케나 마이 앞에서는 당당하게 의견하는 것 외에, 습자 때에 「목련」이라고 달필로 쓰거나, 반 친구의 좋게 말하면 아이다운(나쁜 말로 하면 무의미한) 소동에 집중하는 등 초등학생이라고는 생각되지 않는 언동을 많이 해, 초등학교의 친구에게는 '시라이시 마리카'로부터 약간 인상이 바뀐 것처럼도 보여지고 있다.
제10권에서 일시적으로 타카에로서의 기억이 상실되어 인격도 원래의 초등학생으로 돌아가 버린다. 성묘 후, 케이스케는 환생이 아니라 2개의 인격을 가진 '빙의'라고 절의 주지에게 지적되었다. 환생은 '모든 것을 한 번 리셋해 새로운 생명이 되어 배움을 시작하는 것'이라고 한다. 원래 마리카로서는 케이스케등과 안면은 없었기 때문에, 인격이 원래대로 돌아오자마자, 케이스케 등을 보고 길에서 갑자기 공포로 울기 시작해버려 경찰 사태도 되지만, 그 후는 치카의 이해도 얻고, 케이스케 등은 '시라이시가 부자'로서의 사이에서도 교류가 생겨난다.
그 후에도 또한 타카에로서의 인격이 나타났지만, 타카에로서도 언제까지나 이대로 있을 수 없다며 갈등을 이어간다. 마지막, 케이스케가 코노미에게 약혼반지를 건네고 청혼한(사실은 거짓말) 모습을 보고 만족해 성불, 타카에의 인격은 완전히 소실되었다.
타카에는 성불하기 전, 치카에게는 편지를 남겨, 마리카에 대해서는, 자신이 몸을 '탈취하고 있던'간의 일을 노트에 정리해 두었던 것이다.
니이지마 마이(新島麻衣)
드라마판 - 마키타 아쥬
TVA - 노무라 마이코
니이지마 케이스케의 외동딸. 전문고를 졸업한 뒤 특별히 정규직으로 취업하지는 않았지만 어머니와의 재회를 계기로 심기일전해 취직했다. 타카에가 말하길, '나를 닮아서 외모도 풍족하다'는 것. 취직하고 나서 거래처에서 렌지를 알게 되어, 나중에 결혼했다.

### 케이스케의 회사 관계
모리야 코노미(守屋好美)
드라마판 - 모리타 미사토
TVA - 오카자키 카나
총무부에 속해 있는 케이스케의 부하. 점심 휴식시, 회사내에서 점심을 먹는 것은 들뜨기 때문에, 벤치에서 도시락을 먹는 케이스케와 '도시락 친구'가 되어 친밀한 관계를 구축하려고 하고 있다.

### 마이의 회사 관계
아이카와 렌지(愛川蓮司)
드라마판 - 스기노 요스케
TVA - 이와나카 무츠키
마이의 거래처 고객. 마이로부터 PC 스킬등을 배우고 있다. 친구가 바다에 떠내려가 행방불명이 되었지만 8년간 기다리고 있다. 후에 마이와 결혼하여 에필로그에서 딸이 태어났다.

### 타카에의 주변 인물
시라이시 치카(白石千嘉)
드라마판 - 요시다 요
TVA - 코지마 사치코
타카에의 '시라이시 마리카'로서의 어머니. 도시락 가게의 아르바이트를 하고 있다. 이혼하고 나서는 히스테릭해서 호통을 치기도 하지만, 부모로서의 자각은 있는 것 같아, 어떻게 해야 할지 고민하고 있다. 사실 어릴 때는 육아 포기를 당해 자랐고, 자신이 어른이 되면 돈을 달라고 조르는 어머니(마리카의 할머니)를 마음속 깊이 혐오하고 있다. 하지만, 인생에 실패하고 있다고는 해도, 딸에 대해 같은 일을 해 버리는 그런 자신이 싫어지고 있다.
우라카와 히로키(浦川広樹)
TVA - 타무라 마코토
치카의 남자친구. 사귀는 계기는 도시락 가게에서 헌팅한 것. 치카로부터는 재혼 상대가 되어 줄 것이라고 기대되고 있었지만, 실은 처자를 둔 것이 그녀에게 들키고 만다.
히마리(ヒマリ)
드라마판 - 이이다 하루네
TVA - 이토 마오
마리카의 친구. 안경을 쓰고 있다.
타케루(タケル)
드라마판 - 카와구치 와쿠
TVA - 코이치 마코토
마리카의 클래스메이트. 축구가 특기로 반의 여자로부터 인기이지만, 본인은 마리카에게 반하고 있다.
이즈모 리온(出雲凛音)
드라마판 - 토우마 아미
《너와 다시 한 번》(君と再び)라는 소설을 쓴 청년. 타카에와 같이 죽은 후, 현재의 몸에 빙의한 인물. 시신의 가족들과 불편해 생전 지인도 만나지 못했다. 만리화를 떠나기로 한 타카에에게 나는 소중한 사람을 만날 용기가 없었다고 메시지를 남긴다.

## 서지 정보
- 무라타 야유 《아내, 초등학생이 되다.》 호분샤 〈호분샤 코믹스〉, 전 14권
  1. 2019년 4월 16일 발매[1], ISBN 978-4-8322-3671-4
  2. 2019년 6월 13일 발매[1], ISBN 978-4-8322-3681-3
  3. 2019년 10월 16일 발매[1], ISBN 978-4-8322-3698-1
  4. 2020년 2월 14일 발매[1], ISBN 978-4-8322-3714-8
  5. 2020년 6월 16일 발매[1], ISBN 978-4-8322-3748-3
  6. 2020년 10월 15일 발매[1], ISBN 978-4-8322-3773-5
  7. 2021년 2월 16일 발매[1], ISBN 978-4-8322-3804-6
  8. 2021년 7월 15일 발매[1], ISBN 978-4-8322-3842-8
  9. 2022년 1월 15일 발매[1], ISBN 978-4-8322-3884-8
  10. 2022년 2월 16일 발매[1], ISBN 978-4-8322-3893-0
  11. 2022년 3월 16일 발매[1], ISBN 978-4-8322-3901-2
  12. 2022년 7월 14일 발매[1], ISBN 978-4-8322-3929-6
  13. 2022년 11월 16일 발매[1], ISBN 978-4-8322-3953-1
  14. 2023년 3월 16일 발매[1], ISBN 978-4-8322-3977-7

## TV 드라마
2022년 1월 21일부터 3월 25일까지 TBS 계열 '금요드라마' 시간대에 방송되었다.

### 스태프
- 원작 - 무라타 야유
- 각본 - 오시마 사토미
- 연출 - 츠보이 토시오, 야마모토 타케요시, 오오우치 마이코, 카토 나오키
- 음악 - 파스칼스
- 프로듀서 - 中井芳彦、益田千愛
- 제작 - TBS

### 에피소드 목록
| 화수                                                                 | 방송일   | 제목                           | 연출              | 시청률 |
| -------------------------------------------------------------------- | -------- | ------------------------------ | ----------------- | ------ |
| 제1화                                                                | 1월 21일 | 君がいない人生は、とても長い   | 츠보이 토시오     | 7.7%   |
| 제2화                                                                | 1월 28일 | 小学生の妻に、小学生の彼氏!?   | 츠보이 토시오     | 7.2%   |
| 제3화                                                                | 2월 4일  | 妻への再プロポーズ             | 야마모토 타케요시 | 7.0%   |
| 제4화                                                                | 2월 11일 | 小学生になった妻と、そのママ   | 오오우치 마이코   | 7.2%   |
| 제5화                                                                | 2월 18일 | 妻のママ、妻の秘密を知る。     | 츠보이 토시오     | 6.3%   |
| 제6화                                                                | 2월 25일 | 夫の次の恋                     | 야마모토 타케요시 | 7.4%   |
| 제7화                                                                | 3월 4일  | 妻、里帰りする。               | 카토 나오키       | 6.4%   |
| 제8화                                                                | 3월 11일 | 妻、生まれ変わりの真実を知る。 | 츠보이 토시오     | 7.3%   |
| 제9화                                                                | 3월 18일 | 妻、いなくなる。               | 야마모토 타케요시 | 6.4%   |
| 최종화                                                               | 3월 25일 | しあわせな結婚記念日           | 츠보이 토시오     | 7.6%   |
| 평균 시청률 7.1%(시청률은 비디오 리서치 조사, 간토 지방·세대·실시간) |          |                                |                   |        |

- 첫회는 22시 - 23시 09분의 15분 확대 방송(간토 지구는 23시 15분까지).

## TV 애니메이션
2024년 10월부터 12월까지 TOKYO MX 등에서 방송되었다.

### 스태프
- 원작 - 무라타 야유
- 감독 - 아베 노리유키
- 시리즈 구성·각본 - 히라바야시 사와코
- 캐릭터 디자인 - 세키카와 나리히토
- 프롭 디자인 - 미야가와 하루오
- 미술 설정 - 하야시 류타, 와타나베 마사키
- 미술 감독 - 오오쿠보 사토시, 周霽欣
- 색채 설계 - 오오사와 미에
- 촬영 감독 - 카와타 테츠야
- 편집 - 야나기 케이스케
- 음향 감독 - 미요시 케이이치로
- 음악 - 야마자키 히로코
- 음악 제작 - 알버티 뮤직
- 프로듀서 - 타무라 요스케, 쿠와하라 카즈야, 이이지마 에미코, 오와다 토모유키, 소가 히데타다, 요시다 마도카, 오타니 유이치로
- 애니메이션 프로듀서 - 노자키 신타로
- 애니메이션 제작 - 스튜디오 사인포스트
- 제작 - 츠마쇼 프로젝트(YTE, 호분샤, 크런치롤, 피에로, TC 엔터테인먼트, 스튜디오 사인포스트, BS11, VAP)

### 주제가
Aino-Reunion(アイノリユニオン)
pachae에 의한 오프닝 테마. 작사·작곡은 오토야마 다이스케, 편곡은 pachae.
Hidamari
Ms.OOJA에 의한 엔딩 테마. 작사는 Ms.OOJA, RUNG HYANG, her0ism, 작곡은 her0ism, Ms.OOJA, 편곡은 카메다 세이지.

### 에피소드 목록
| 화수   | 제목                                         | 그림 콘티         | 연출              | 작화 감독                                                                                                 | 총작화 감독       | 방송일          |
| ------ | -------------------------------------------- | ----------------- | ----------------- | --- | ----------------- | --------------- |
| 제1화  | 家族、ふたたび。 가족, 다시 한번.            | 아베 노리유키     | 아베 노리유키     | 사쿠라이 마사아키 타케우치 아키라 나가하시 켄타 하시모토 아츠토시                                         | 세키카와 나리히토 | 2024년 10월 6일 |
| 제2화  | だって、いまは。 왜냐면, 지금은.             | 나가이 이사코     | 나가이 이사코     | 장범철 허혜정 김다정 김현옥                                                                               | 사쿠라이 마사아키 | 10월 13일       |
| 제3화  | 一歩、ふみだして。 한 걸음, 내디뎌봐.        | 후쿠시마 히로유키 | 카와니시 타이지   | 박명훈 | 타카하라 슈지     | 10월 20일       |
| 제4화  | ふたりは、語らう。 두 사람은, 얘기를 나눈다. | 모리타 유키       | 모리타 유키       | 세키카와 나리히토 타카하시 코헤이                                                                         | 세키카와 나리히토 | 10월 27일       |
| 제5화  | 母と、家族。 엄마와, 가족.                   | 후쿠시마 히로유키 | 마츠모토 마사유키 | 박명훈 | 타카하라 슈지     | 11월 3일        |
| 제6화  | 想い、きしんで。 마음이, 삐걱거려.           | 오기와라 타케루   | 오기와라 타케루   | 허혜정 이석윤                                                                                             | 사쿠라이 마사아키 | 11월 10일       |
| 제7화  | しあわせの、兆し。 행복의, 징조.             | 아베 노리유키     | 후타무라 네네     | 타케우치 아키라 나가하시 켄타 하시모토 아츠토시                                                           | 세키카와 나리히토 | 11월 17일       |
| 제8화  | あなた、誰? 당신은, 누구?                    | 사이토 에마       | 사토 미츠토시     | 장범철 김현옥 김대정 우금영                                                                               | 사쿠라이 마사아키 | 11월 24일       |
| 제9화  | 伝えたい、この気持ち。 전하고 싶은, 이 마음. | 후쿠이 노조미     | 후쿠이 노조미     | 박명훈 | 타카하라 슈지     | 12월 1일        |
| 제10화 | それが、願いなら。 그것이, 소원이라면.       | 모리타 유키       | 모리타 유키       | 세키카와 나리히토 박명훈 타케우치 아키라 나가하시 켄타 하시모토 아츠토시                                  | 세키카와 나리히토 | 12월 8일        |
| 제11화 | だれよりも、愛してる。 누구보다도, 사랑해.   | 후쿠시마 히로유키 | 카와니시 타이지   | 허혜정 이석윤                                                                                             | 사쿠라이 마사아키 | 12월 15일       |
| 제12화 | その一瞬を、 그 순간을,                      | 아베 노리유키     | 후타무라 네네     | 아오키 마리코 쥬조 타케우치 아키라 나가하시 켄타 니시카와 마사토 하시모토 아츠토시 모리야마 타케시 박명훈 | 타카하라 슈지     | 12월 22일       |